# Dirk Scalongne
Dirk Scalongne (ur. 12 grudnia 1879 w Amsterdamie, zm. 1 kwietnia 1973 w Amstelveen) – holenderski wiceadmirał i szermierz, brązowy medalista olimpijski.
Na igrzyskach olimpijskich w Sztokholmie w 1912 roku Holendrzy w składzie: Jetze Doorman, Dirk Scalongne, Adrianus de Jong, Willem van Blijenburgh, Hendrik de Iongh i George van Rossem zajęli trzecie w szabli drużynowej. Został zgłoszony do startu w turnieju indywidualnym, jednak ostatecznie nie wystąpił. Był to jego jedyny start olimpijski.
Nie zdobył medalu mistrzostw świata.
Dirk Scalongne wstąpił do Koninklijke Marine w 1897. Dziewięć lat później został kapitanem pierwszego holenderskiego okrętu podwodnego Hr.Ms. O 1. i  w 1906 roku. W trakcie I wojny światowej awansował na komandora
podporucznika, po zakończeniu konfliktu dalej awansował, w 1934, osiągając rangę wiceadmirała. Pod koniec tego samego roku przeszedł w stan spoczynku. Od 1936 przebywał w Holenderskich Indiach Wschodnich, gdzie był między innymi członkiem sądu wojskowego w Batawii. W czasie II wojny światowej był internowany na Jawie przez Cesarską Armię Japońską. Zwolniony w sierpniu 1945 roku.